# Ibrahim Orabi
Ibrahim Orabi (* 30. November 1911 in Alexandria; † 2. Juli 1957 ebenda) war ein ägyptischer Ringer. Er gewann bei den Olympischen Spielen 1948 in London eine Bronzemedaille im griechisch-römischen Stil im Halbschwergewicht.

## Werdegang
Ibrahim Orabi war der zweite ägyptische Ringer nach Ibrahim Moustafa, dem Olympiasieger von 1928, der bei Olympischen Spielen eine Medaille gewann. Ibrahim Orabi war schon bei den Olympischen Spielen 1936 in Berlin am Start. Er rang dort im griechisch-römischen Stil und belegte im Mittelgewicht mit Siegen über Adnan Yurdaer aus der Türkei, Georgios Lefakis aus Griechenland und Kalmán Kis aus Jugoslawien und einer Niederlage gegen den schwedischen „Ringerkönig“ Ivar Johansson einen 5. Platz.
Den größten Erfolg in seiner Laufbahn erzielte Ibrahim Orabi bei den Olympischen Spielen 1948 in London. Er startete dort wieder im griechisch-römischen Stil im Halbschwergewicht. In London besiegte er Kenneth Richmond aus Großbritannien und Albin Dannacher aus der Schweiz und verlor gegen Gyula Kovács aus Ungarn und gegen Karl-Erik Nilsson aus Schweden. Er gewann mit diesen Ergebnissen eine Bronzemedaille.
Bei der Ringer-Weltmeisterschaft 1950 in Stockholm startete er im Schwergewicht. Er verlor in Stockholm gegen Natale Vecchi aus Italien und gegen Adil Candemir aus der Türkei jeweils nach Punkten und belegte den 6. Platz.
Im Mai 1951 reiste die ägyptische Ringer-Nationalmannschaft zu einem Länderkampf nach Schweden. Auf dem Weg dorthin machte sie in München Station und trat dort zu zwei Vergleichskämpfen gegen eine süddeutsche Ringerauswahl und gegen den Sportclub ESV Sportfreunde Neuaubing an. Ibrahim Orabi verlor in diesen Kämpfen gegen den deutschen Meister Albert Ferber aus Schifferstadt durch Fall und gegen Ewald Tauer sen. nach Punkten.
Bei den Mittelmeerspielen 1951 in Alexandria belegte Ibrahim Orabi im griechisch-römischen Stil im Halbschwergewicht hinter Umberto Silvestri aus Italien den 2. Platz.
Bei den Olympischen Spielen 1952 in Helsinki war Ibrahim Orabi nicht mehr am Start.

## Internationale Erfolge
| Jahr | Platz  | Wettbewerb                      | Gewichtsklasse | Ergebnisse |
| 1936 | 5.     | OS in Berlin                    | Mittel         | nach Siegen über Adnan Yurdaer, Türkei, Georgios Lefakis, Griechenland und Kalmán Kis, Jugoslawien und einer Niederlage gegen Ivar Johansson, Schweden    |
| 1948 | Bronze | OS in London                    | Halbschwer     | nach Siegen über Kenneth Richmond, Großbritannien und Albin Dannacher, Schweiz und Niederlagen gegen Gyula Kovács, Ungarn und Karl-Erik Nilsson, Schweden |
| 1950 | 6.     | WM in Stockholm                 | Schwer         | nach Niederlagen gegen Natale Vecchi, Italien und Adil Candemir, Türkei                                                                                   |
| 1951 | 2.     | Mittelmeer-Spiele in Alexandria | Halbschwer     | hinter Umberto Silvestri, Italien, vor El Balah, Syrien                                                                                                   |

Erläuterungen
- alle Wettkämpfe im griechisch-römischen Stil
- OS = Olympische Spiele, WM = Weltmeisterschaft
- Mittelgewicht, damals bis 79 kg, Halbschwergewicht bis 87 kg und Schwergewicht über 87 kg Körpergewicht